# Alfred Appelt

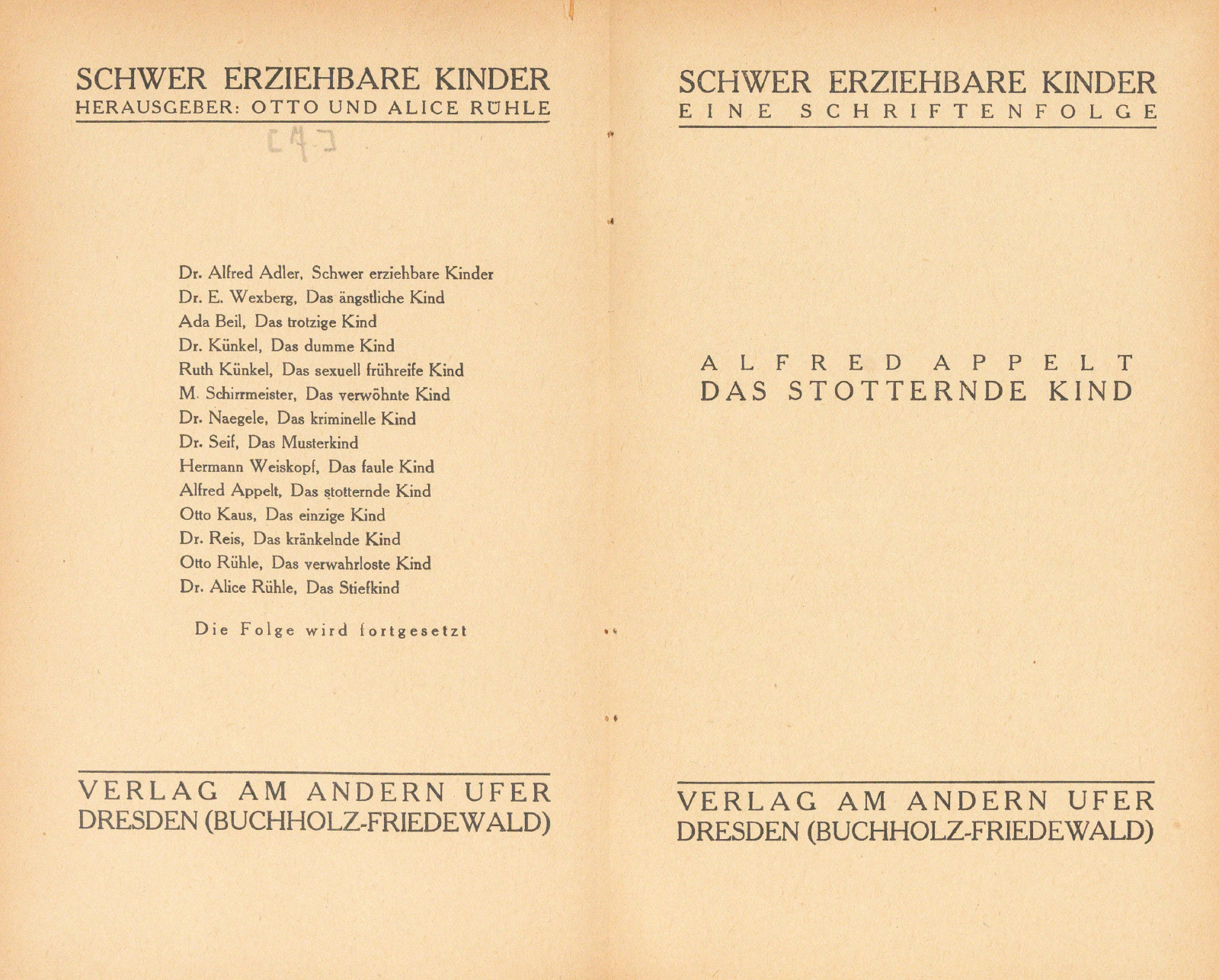
Das stotternde Kind (1926)

Alfred Appelt (* 1869 in Oranienbaum, Herzogtum Anhalt; † ? in ?) war ein deutscher Sprachheilpädagoge, Pionier der Stottertherapie  und Vertreter der Individualpsychologie.

## Leben
Appelt war ein Schüler Alfred Adlers. Von den Vertretern der Individualpsychologie befasste er sich am ausführlichsten mit der Frage des Stotterns. Er wirkte in den 1920er Jahren vorwiegend in München und ab den 1930er Jahren in Berlin.
Er war Mitglied der Münchner Ortsgruppe der Individualpsychologie (1919–1929) und nahm 1922 am Individualpsychologischen Kongress in München teil. 1929 wurde er mit Fritz Künkel Vorsitzender des Neuen Vereins Berliner Individualpsychologen, der sich von der Berliner Gesellschaft für Individualpsychologie abgespalten hatte.
Appelt wurde 1930 an der Philosophischen Fakultät der Universität München mit der Dissertation Die Entwicklung und praktische Durchführung der heilpädagogischen Beeinflussung sprachgestörter Kinder in den Sonderschulen Deutschlands promoviert.

## Werk
Appelt gehörte zusammen mit Emil Fröschels, Leopold Stein und Karl Cornelius Rothe zu den individualpsychologischen Sprachheilpädagogen (Wiener Sprachheilschule) und war maßgeblich an der Entwicklung der individualpsychologischen Stottertherapie in den 1920er Jahren beteiligt.
In seinen Schriften legte er die Ätiologie und Pathogenese des Stotterns dar und passte den von Alfred Adler entwickelten therapeutischen Ansatz zur Behandlung psychogener Störungen zur Behandlung des Stotterns an. Der Ansatz ging im Kern davon aus, dass die Symptome der Sprachhemmung durch die Aufdeckung und Veränderung der die Symptome verursachenden Persönlichkeitsanteile des Stotternden angegangen werden müssten. Sein Konzept für die Einzelbehandlung erweiterte er für die Anwendung im Klassenverband und es beinhaltete auch Ansätze zur Prävention des Stotterns und der Behandlungsunterstützung durch Elternberatung.
Der Verein für Individualpsychologie trat 1914 mit Publikationen an die Öffentlichkeit. Im Sammelband Heilen und Bilden erschienen verschiedene Aufsätze zu vorwiegend pädagogischen Fragen. Appelts berichtete in Fortschritte der Stottererbehandlung über erste Dauerheilungen mit Hilfe der Individualpsychologie.

In Das stotternde Kind schrieb er: 

„dass die Wurzel des Stotterns keineswegs in dem mangelhaften Ablauf des Sprechaktes selbst gelegen ist, sondern dass die auslösenden Ursachen gewissermaßen hinter den Kulissen wirksam sind. Immer handelt es sich um entmutigte Ehrgeizige, die sich unter der Wirkung eines ungemein verstärkten Minderwertigkeitsgefühls gezwungen sahen, den Rückzug aus dem Leben anzutreten.“

Appelts heilpädagogischem Konzept von 1930 geht eine ausführliche individualpsychologische Analyse des Stotterns voraus. Dabei steht nicht die Therapie der Symptome der Sprachstörung im Vordergrund, sondern die Aufdeckung und Behebung der zugrundeliegenden psychischen Schwierigkeiten des stotternden Kindes.
Mit der Behebung der psychischen Schwierigkeiten beim Unterricht an der Sprachheilschule würden sich auch Symptome wie die Atmung verbessern, der Krampf lösen und die Sprache verflüssigen. Stottern sei letztlich der Ausdruck eines Strebens nach Anerkennung. Das bewusste Einüben der flüssigen Sprache als Übungstherapie und zur Symptombekämpfung, könne zu Widerständen führen, die mit der Veränderung der Ursachen vermieden werden könnten.
Wie das individualpsychologische Konzept vom Lernen und Erziehen in der Wiener Schulreform der Zwanzigerjahre geht Appelt von einem Begriff des Gemeinschaftsgefühls aus, das sich an der sozialen Natur des Menschen orientiert.
Zu den grundlegenden Fähigkeiten eines Pädagogen zählte Appelt eine gründliche Menschenkenntnis, große Lebensnähe, Einfühlungsvermögen, unbedingte Verlässlichkeit für den Schüler als sichere Bindung, die normalerweise durch die Eltern-Kind-Beziehung entsteht.
Von dem Angriff der Nationalsozialisten auf die Individualpsychologie blieb auch die individualpsychologische Sprachheilpädagogik und Sonderpädagogik nicht verschont, wie das Zitat der Hauptschriftleitung der Zeitschrift Die deutsche Sonderschule zeigt: daß die Methode der Individualpsychologie nicht nur einseitig, unzulänglich und teilweise geradezu falsch ist, sondern auch die Ausprägung einer uns rassisch fremden und daher für uns verderblichen Denkungs-, Empfindungs-, Gesinnungs- und Erlebnisart darstellt.

## Schriften
- Fortschritte der Stottererbehandlung von Direktor Alfred Appelt. In: Heilen und Bilden. Ärztlich-pädagogische Arbeiten des Vereins für Individualpsychologie. Herausgegeben von Dr. Alfred Adler und Dr. Carl Furtmüller, Verlag von Ernst Reinhardt, München 1914[4]

- Zur Behandlung des Stotterns. Internationale Zeitschrift für Individualpsychologie, 1923/1924.
- Die wirkliche Ursache des Stotterns und seine dauernde Heilung. Selbstverlag, Habsburger Str.1, München  1925, 1. u. 2. Tausend.
- Das stotternde Kind. Schriftenreihe Schwer erziehbare Kinder. Herausgeber: Otto Rühle und Alice Rühle-Gerstel. Verlag Am anderen Ufer, Dresden (Buchholz-Friedewald)  1926

- Das stotternde Kind. Deutsche Nationalbibliothek, Leipzig 1926, [Online-Ausgabe][5]

- Sprachstörungen. In: Erwin Wexberg (Hrsg.): Handbuch der Individualpsychologie, München 1926.
- Die Entwicklung und praktische Durchführung der heilpädagogischen Beeinflussung sprachgestörter Kinder in den Sonderschulen Deutschlands. Dissertation München 1930
- Zur Therapie des Stotterns. Internationale Zeitschrift für Individualpsychologie 1930.

- Die Rolle der sozialökonomischen Verhältnisse in der Neurosenbildung. In: Manes Sperber, Otto-Müller-Main, Alice Rühle-Gerstel, Fritz Künkel, Benno Stein, Ilse Lang, Ilse, Alfred Appelt et al.: Krise der Psychologie – Psychologie der Krise. Selbstverlag der Fachgruppe für dialektisch-materialistische Psychologie, Berlin 1932.
- Stammering and Its Permanent Cure: A Treatise on Individual-Psychological Lines. Methuen & Co, London 1945.
- Real Cause of Stammering and Its Permanent Cure: A Treatise on Psycho-Analytical Lines. Forgotten Books. Wentworth PR  2019, ISBN 978-0530573076